# Vụ hỏa hoạn trường Mahdia 2023
Vào ngày 21 tháng 5 năm 2023, một vụ hỏa hoạn đã bùng phát tại một ký túc xá nữ của một trường trung học ở Mahdia, Potaro-Siparuni, Guyana, khiến không ít hơn 20 người thiệt mạng. Đây được xem là một trong những vụ cháy ký túc xá trường học có tỷ lệ tử vong cao nhất trong 30 năm trở lại đây.

## Bối cảnh
Trường trung học cơ sở Mahdia nằm ở thị trấn khai thác vàng Mahdia, thuộc vùng Potaro-Siparuni của Guyana. Trường này đào tạo học sinh từ 12 đến 18 tuổi và có một ký túc xá dành cho 59 nữ sinh. Tuy nhiên, trong số đó, có ba người đã không có mặt tại ký túc xá vào thời điểm xảy ra vụ hỏa hoạn. Đa số cựu sinh viên của trường là người gốc Amerindian. Theo thông tin từ Hiệp hội người da đỏ, một số sinh viên đến từ các cộng đồng bản địa Micobia, Chenapou và Karisparu.
Mahdia là một trường nội trú. Đây là một ngôi trường nhận được sự quan tâm đặc biệt từ chính phủ Guyana, nhằm xây dựng một ngôi trường nhằm "thu hẹp khoảng cách giữa vùng nội địa và vùng ven biển" và mang lại một môi trường giáo dục tốt hơn cho trẻ em ở những khu vực phát triển kém hơn trong đất nước. Ký túc xá của trường được xây dựng bằng bê tông và gỗ, với năm cửa ra vào và cửa sổ lưới. Các cửa của ký túc xá được khóa để ngăn chặn việc sinh viên rời khỏi khuôn viên vào ban đêm

## Hoả hoạn
Vào ngày 21 tháng 5 năm 2023, một vụ hỏa hoạn đã bùng phát tại một ký túc xá nữ chỉ vài phút trước nửa đêm theo giờ địa phương. Có thông tin cho rằng một học sinh đã châm lửa bằng cách phun một chất lỏng vào không khí rồi đốt cháy. Đám lửa nhanh chóng lan ra và lan sang những tấm nệm gần phòng tắm. Tình hình trở nên tệ hơn khi người quản lý ký túc xá không thể tìm thấy chìa khóa của cô ấy do sự hoảng loạn. Lực lượng cứu hỏa đã có mặt và đã cứu được khoảng 20 học sinh bằng cách đục thủng một trong các bức tường.
Trước những cơn giông bão lớn, công tác dập lửa từ trên cao và di chuyển các trẻ em bị thương đến các khu vực khác để điều trị trở nên khó khăn hơn. Ngọn lửa đã tiếp tục cháy trong ba giờ trước khi cuối cùng được khống chế.

## Nạn nhân
Ban đầu, số người thiệt mạng được xác nhận là 20, trong đó có 14 người chết trong ký túc xá. Tuy nhiên, sau đó số người thiệt mạng đã được điều chỉnh lên 19 sau khi một đứa trẻ ban đầu được báo cáo là đã chết được cứu sống bởi lực lượng cứu hộ. Vào ngày 30 tháng 5, cô gái này đã qua đời trong bệnh viện Georgetown. Đứa con trai 5 tuổi của người quản lý ký túc xá cũng là một trong số nạn nhân thiệt mạng trong ký túc xá. Tổng cộng có 13 nạn nhân đã cháy đến mức không thể nhận dạng, và các mẫu DNA của họ đã được gửi đến phòng thí nghiệm Mount Sinai ở thành phố New York, với sự hỗ trợ từ Barbados, để xác định danh tính của hài cốt.
Các học sinh bị thương đã được chuyển đến hai bệnh viện lớn ở thủ đô Georgetown. Một bé gái 13 tuổi bị thương nặng đã được chuyển đến New York vào ngày 28 tháng 5 để điều trị tại Trung tâm Bỏng Khu vực thuộc Northwell Health tại Bệnh viện Đại học Staten Island. Đến ngày 30 tháng 5, tình trạng sức khỏe của cô bé đã ổn định.

## Bị cáo buộc
Theo các quan chức, vụ cháy được cho là do một học sinh 15 tuổi tức giận sau khi điện thoại di động của cô bị tịch thu. Cô gái bị cáo buộc đã đe dọa sau khi bị kỷ luật do quan hệ với một người đàn ông lớn tuổi. Nghi phạm, một thiếu niên, đã phải nhập viện với vết thương bỏng và đã thú nhận hành vi đốt phá. Sau khi các nhà chức trách tham khảo ý kiến về việc buộc tội cô gái, cuối cùng họ đã quyết định buộc tội cô ấy với 19 tội danh giết người. Vào ngày 29 tháng 5, cô gái bị buộc tội đã xuất hiện qua video trước một tòa án ở Georgetown. Tòa án đã ra lệnh giam giữ cô ấy tại một trung tâm giam giữ vị thành niên cho đến khi các thủ tục tố tụng tiếp theo diễn ra. Trong trường hợp cô ấy bị kết tội, nghi phạm có thể bị kết án tù chung thân.

## Điều tra
Người phát ngôn của lực lượng cứu hỏa đã chỉ ra rằng điểm xuất phát đáng tin cậy của vụ cháy đã được xác định nằm ở phía tây nam cuối tòa nhà, thông tin này được thông báo trong cuộc họp báo một ngày sau vụ cháy. Khi cuộc điều tra ban đầu của lực lượng cứu hỏa hoàn tất, hiện trường sẽ được chuyển giao cho lực lượng cảnh sát Mahdia để tiến hành cuộc điều tra tiếp theo. Chính phủ Guyana đã chấp nhận đề xuất từ Hoa Kỳ để gửi đến các nhóm chuyên gia pháp y và các chuyên gia khác để hỗ trợ trong quá trình điều tra. Các chuyên gia nhận dạng DNA đã được cử đi để giúp xác định danh tính của 13 nạn nhân.

## Phản ứng
Tổng thống Irfaan Ali đã bày tỏ sự đau đớn và kinh khủng trước thảm họa này, ông nói: Đây là một thảm họa lớn. Thật kinh khủng, thật đau đớn . Ông cũng tuyên bố rằng sẽ có ba ngày quốc tang để tưởng nhớ các nạn nhân. Liên minh đối lập APNU + AFC đã cam kết tiến hành một cuộc điều tra kỹ lưỡng và cảm ơn sự giúp đỡ của cộng đồng trong việc giải cứu các trẻ em bị mắc kẹt. Nhà lập pháp đối lập Natasha Singh-Lewis nói: "Chúng ta cần hiểu rõ cách mà thảm họa và bi kịch này đã xảy ra và đưa ra mọi biện pháp cần thiết để ngăn chặn sự tái diễn của những thảm kịch tương tự trong tương lai". Tổng thư ký Cộng đồng Caribe, Carla Barnett, đã gửi lời chia buồn đến các nạn nhân của vụ hỏa hoạn.
Vào ngày 22 tháng 5, một nhóm gồm 50 người thân và bạn bè của các nạn nhân đã tổ chức biểu tình ở Chenapau, một ngôi làng gần Mahdia. Họ đã phản đối việc các cửa sổ của ký túc xá có rào chắn và đòi hỏi công lý và bồi thường.